# Ga Phước Nhơn
Ga Phước Nhơn là một nhà ga xe lửa tại xã Xuân Hải, huyện Ninh Hải, tỉnh Ninh Thuận. Nhà ga là một điểm trên tuyến đường sắt Bắc Nam tiếp nối sau ga Kà Rôm và trước ga Tháp Chàm. Lý trình ga: Km 1398 + 60.